# Razarači klase Asagiri
Klasa Asagiri je klasa japanskih razarača naoružanih vođenim projektilima. Klasa je nasljednik razarača klase Hatsuyuki. Klasu Asagiri čini 8 razarača izgrađenih u razdoblju od 1985. do 1989. godine. Svih 8 brodova su u operativnoj uporabi japanske ratne mornarice. Brod ima sletnu palubu za jedan Mitsubishi H-60 helikopter. Klasu Asagiri naslijedili su razarači klase Murasame.
| Oznaka | Naziv    | Kobilica položena  | Porinut             | Stavljen u uporabu | Matična luka |
| ------ | -------- | ------------------ | ------------------- | ------------------ | ------------ |
| DD-151 | Asagiri  | 13. veljače 1985.  | 19. rujna 1986.     | 17. ožujka 1988.   | Kure         |
| DD-152 | Yamagiri | 5. veljače 1986.   | 10. listopada 1987. | 25. siječnja 1989. | Kure         |
| DD-153 | Yūgiri   | 25. veljače 1986.  | 21. rujna 1987.     | 28. veljače 1989.  | Ominato      |
| DD-154 | Amagiri  | 3. ožujka 1986.    | 9. rujna 1987.      | 17. ožujka 1989.   | Maizuru      |
| DD-155 | Hamagiri | 20. siječnja 1987. | 4. lipnja 1988.     | 31. siječnja 1990. | Ominato      |
| DD-156 | Setogiri | 9. ožujka 1987.    | 12. rujna 1988.     | 14. veljače 1990.  | Ominato      |
| DD-157 | Sawagiri | 14. siječnja 1987. | 25. studenog 1988.  | 6. ožujka 1990.    | Sasebo       |
| DD-158 | Umigiri  | 31. ožujka 1988.   | 9. studenog 1989.   | 12. ožujka 1991.   | Kure         |

## Vanjske poveznice
- Globalsecurity.org - klasa Asagiri